# Bost
Bost é uma comuna francesa na região administrativa de Auvérnia-Ródano-Alpes, no departamento Allier. Estende-se por uma área de 9,56 km². Em 2010 a comuna tinha 189 habitantes (densidade: 19,8 hab./km²).